# بول يي
بول يي هو كاتب وكاتب للأطفال كندي، ولد في 1 أكتوبر 1956 في Spalding, Saskatchewan ‏ في كندا.

## وصلات خارجية
- بول يي على موقع ميوزك برينز (الإنجليزية)